# Marcelino Bolívar
José Marcelino Bolívar (n. Soledad, Venezuela; 14 de julio de 1964) es un boxeador venezolano. Destacó al obtener la medalla de bronce en los  Juegos Olímpicos de Los Ángeles 1984 en la modalidad de peso mosca, en su división (-48 kg).

## Trayectoria
Marcelino Bolívar empezó su carrera a la edad de 25 años, el 28 de julio de 1979. En su trayectoria encontró su primera caída después de obtener diez victorias de manera consecutiva ante el también venezolano Juan Antonio Torres en la pelea por el título AMB (Fedelatin minimosca). En el 1994 decide dar por terminada su carrera como boxeador profesional con récords de 21 peleas (17 triunfos y 4 derrotas).
Logró obtener la medalla de bronce para Venezuela en los Juegos Olímpicos de Los Ángeles 1984, además de representar nuevamente a su país en los Juegos Olímpicos de Seúl 1988.

## Resultados Olímpicos
- 1984

Obtuvo el 3.er lugar y la medalla de bronce al vencer a Nelson Jamili (Filipinas) 5-0; Agapito Gómez (España) 4-1; Carlos Motta (Guatemala) 5-0 y caer derrotado en semifinales contra Pablo González (Estados Unidos) 5-0.
- 1988

Obtuvo el 17º lugar tras quedar derrotado en 1.ª Ronda ante Jesús Beltré (República Dominicana) 4-1.